# Kenny (band)
Kenny was een Britse poprock-band.

## Bezetting
- Rick Driscoll[3] (gitaar, zang)
- Yan Style[4] (gitaar)
- Chris Redburn (basgitaar)
- Christopher Lacklison (keyboards)
- Andy Walton[5] (drums)
- Dave Bowker[6] (basgitaar)

## Geschiedenis
Oorspronkelijk speelde de band als de Noord-Londense talentenband Chuff progressieve rock, voordat ze werden ontdekt door de songwriters Bill Martin en Phil Coulter, die met songs voor de Bay City Rollers zeer succesvol waren. Vooreerst liepen de bandleden er niet warm voor om hun favoriete muziekrichting te wijzigen in oppervlakkige tienernummers, maar ze gaven vlug toe. De huidige zanger Ross Prinle moest echter worden vervangen vanwege zijn hippieachtig uiterlijk, dat niet beantwoordde aan het gewenste imago als eigentijds tieneridool.
Na de eerste successen, waaronder The Bump (1974) en Fancy Pants (1975), nam de populariteit van de band vanaf 1976 echter af. De band dwong een juridische beslissing af om zich te bevrijden van RAK Records om te kunnen wisselen naar het Duitse Polydor. Weliswaar leverde dit ook geen noemenswaardig succes op. Toen Yan Style ten gevolge van een motorongeluk een verlamde arm opliep, volgde kort daarna de beslissing tot ontbinding van de band.

## Discografie

### Singles
- 1967: Mrs Gillespie's Refrigerator
- 1974:	The Bump
- 1975:	Fancy Pants
- 1975:	Baby I Love You, O.K.!
- 1975:	Julie Anne
- 1976:	Nice to Have You Home
- 1976:	Hot Lips
- 1976:	Red Headed Lady
- 1977: Old Songs Never Die
- 1979: Reach Out (I'll Be There)
- 1979: When You Dance, I Can Really Love (niet uitgebracht)

### Albums
- 1976: The Sound of Super K.
- 1976: Ricochet (alleen in Duitsland)

### Compilaties
- 1973: The Best of Kenny
- 1976: Bravo Präsentiert: Kenny
- 1992: Higher Higher
- 1994: The Best of Kenny
- 2002: The Singles Collection Plus …
- 2011: Hot Lips